# 云南水东哥
云南水东哥（学名：Saurauia yunnanensis），为猕猴桃科水东哥属下的一个植物种。种加词 yunnanensis 意为“云南的”。